# Route 340 (Québec)
Pour les articles homonymes, voir Route 340.
La route 340 (R-340) est une route régionale québécoise d'orientation est / ouest située sur la rive nord du fleuve Saint-Laurent. Elle dessert la région de la Montérégie.

## Tracé
La route 340 traverse la municipalité régionale de comté de Vaudreuil-Soulanges d'ouest en est. Elle relie les villages agricoles de l'intérieur de l'ancien comté de Soulanges. Cette route ne portait pas de numéro dans l'ancien système de numérotation routière québécois. Elle débute à la frontière ontarienne à Saint-Télesphore à une dizaine de kilomètres au nord de l'A-20. Elle est parallèle à cette dernière jusqu'à son extrémité est, 40 kilomètres plus loin, à Vaudreuil-Dorion. La route 340 porte le nom de boulevard de la Cité-des-Jeunes sur une grande partie de son tracé, dans les limites des municipalités de Saint-Clet, Les Cèdres, Saint-Lazare et Vaudreuil-Dorion. Cet odonyme rappelle le nom de la première école polyvalente du Québec implantée à Vaudreuil.

## Frontière interprovinciale
À son extrémité ouest, à Saint-Télesphore, la route 340 relie le Québec à la province de l'Ontario. À la frontière, elle devient la County Road 18, aussi appelée Concession Road 5. La route entre en Ontario dans le canton de South Glengarry, dans les comtés unis de Stormont, Dundas et Glengarry.

## Localités traversées (d'ouest en est)
Liste des municipalités dont le territoire est traversé par la route 340, regroupées par municipalité régionale de comté.

### Montérégie
Vaudreuil-Soulanges
- Saint-Télesphore
- Saint-Polycarpe
- Sainte-Justine-de-Newton
- Saint-Clet
- Les Cèdres
- Saint-Lazare
- Vaudreuil-Dorion

## Intersections majeures
| MRC                   | Municipalité     | km    | Destinations                                                      | Notes                                          |
| --------------------- | ---------------- | ----- | ----------------------------------------------------------------- | ---------------------------------------------- |
| Vaudreuil-Soulanges   | Saint-Télesphore | 0,00  | County Road 18 – South Glengarry                                  | Continue en Ontario                            |
| Vaudreuil-Soulanges   | Saint-Télesphore | 2,70  | R-325 – Rivière-Beaudette, Sainte-Justine-de-Newton, Dalhousie    | Dalhousie indiqué en direction ouest seulement |
| Vaudreuil-Soulanges   | Saint-Clet       | 20,90 | R-201 – Rigaud, Coteau-du-Lac                                     |                                                |
| Vaudreuil-Soulanges   | Vaudreuil-Dorion | 34,60 | Chemin de la Petite-Rivière vers R-342                            |                                                |
| Vaudreuil-Soulanges   | Vaudreuil-Dorion | 34,80 | A-30 vers A-40 – Sorel-Tracy, Toronto, Montréal, Ottawa, Gatineau | Sortie 2 de l'A-30                             |
| Vaudreuil-Soulanges   | Vaudreuil-Dorion | 40,10 | A-20 – Toronto, Montréal                                          | Intersection à niveau                          |
| - Transition de route |                  |       |                                                                   |                                                |